# Якопо делла Кверча

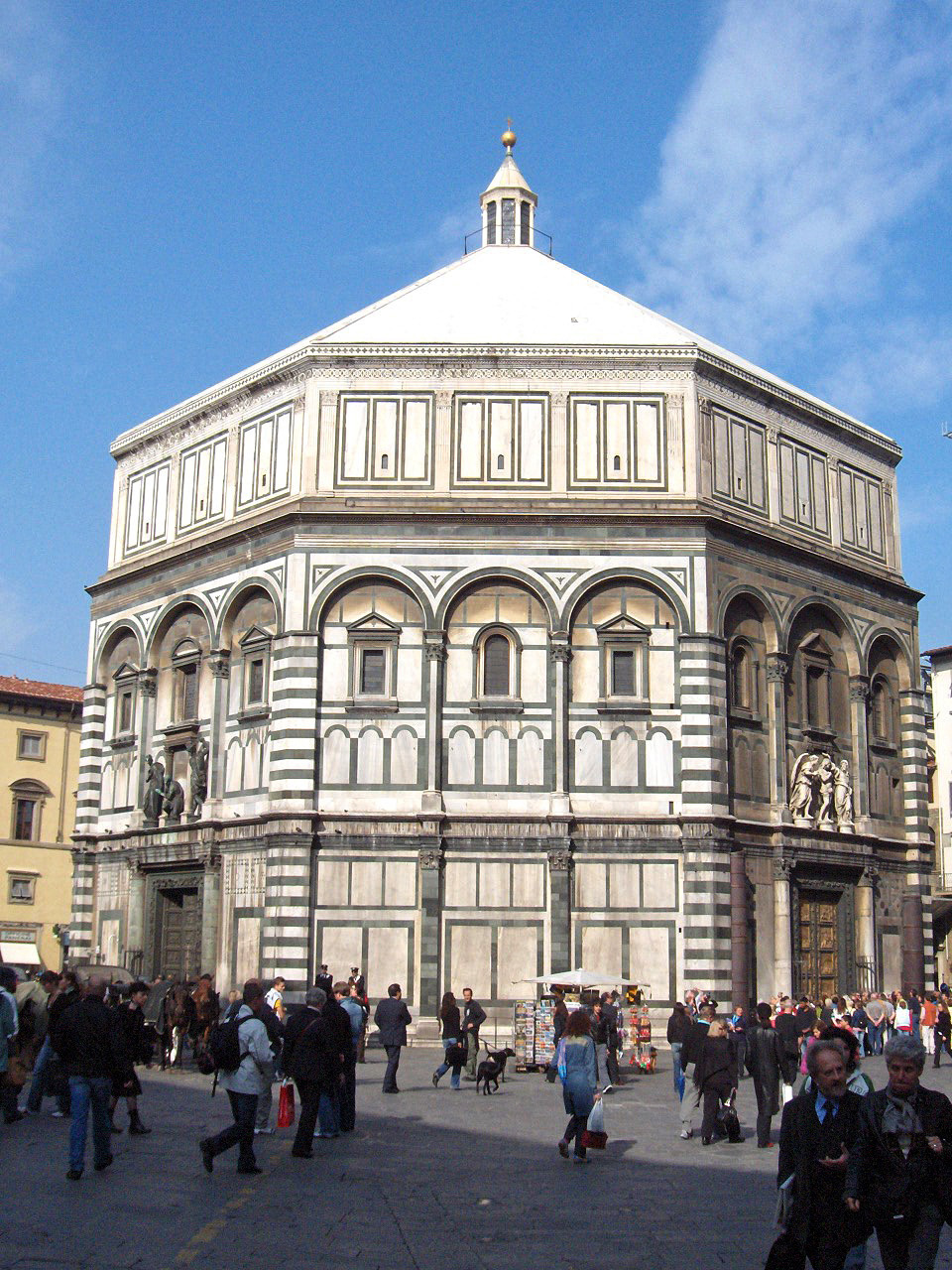
Гранчата споруда — Баптистерій (Хрещальня) у Флоренції.

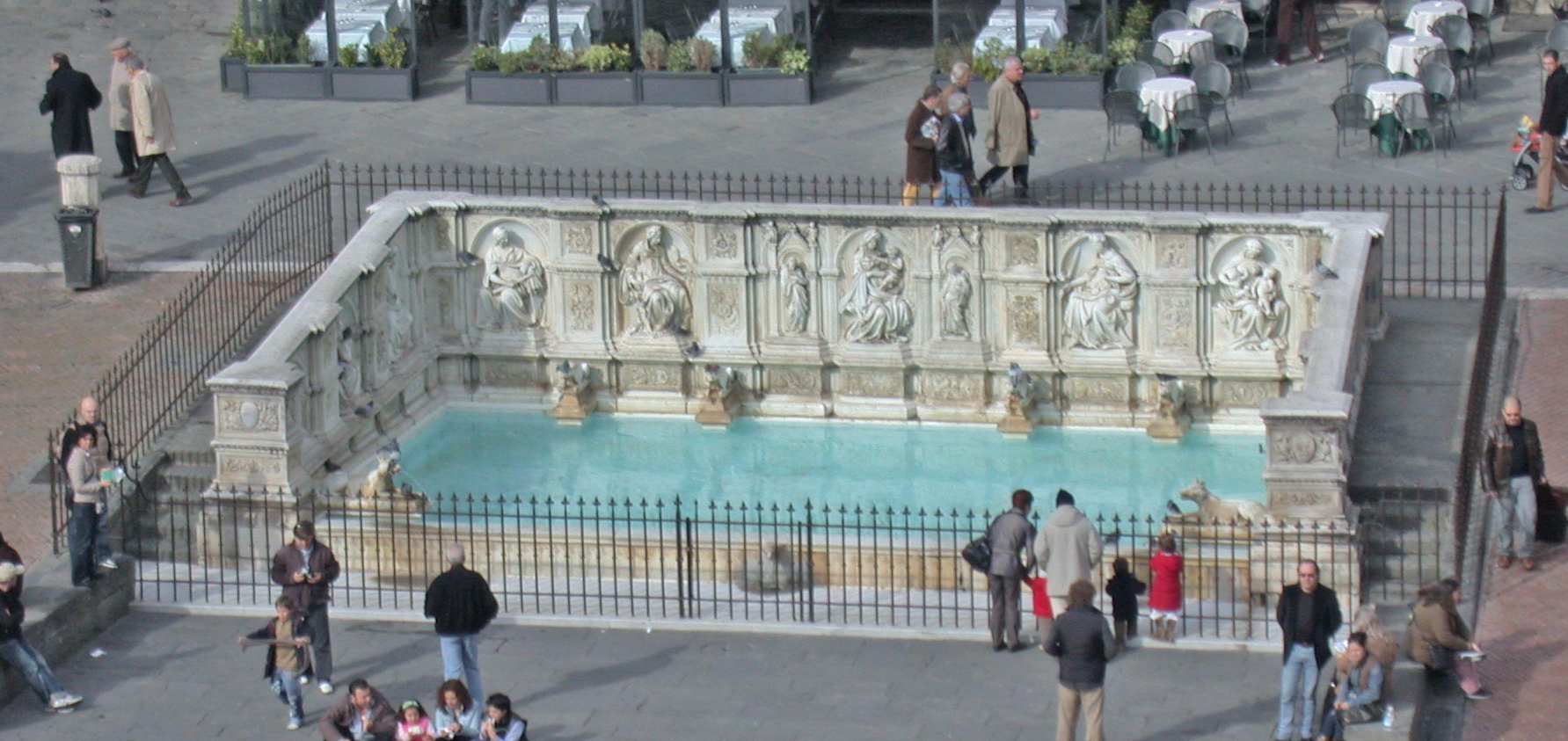
Сієна, п'яцца Кампо, « Джерело радості»

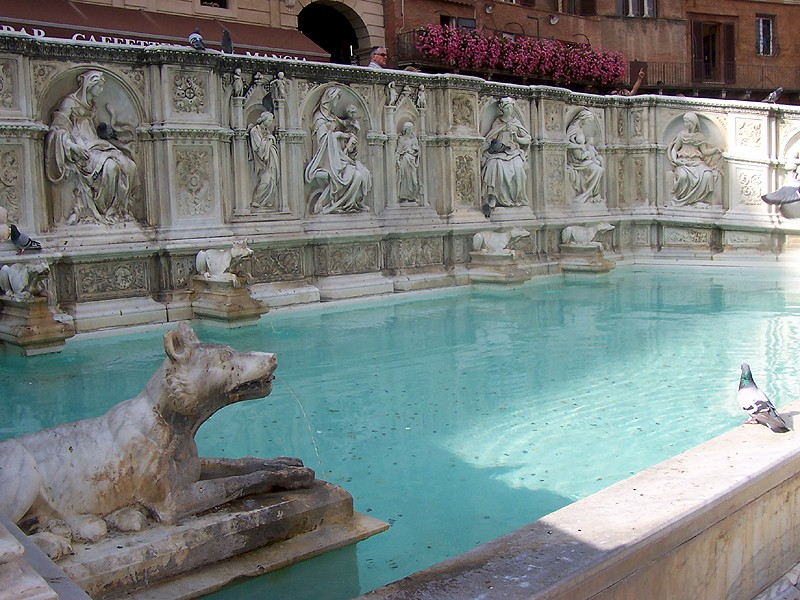
Фонтан Гайя, Сієна

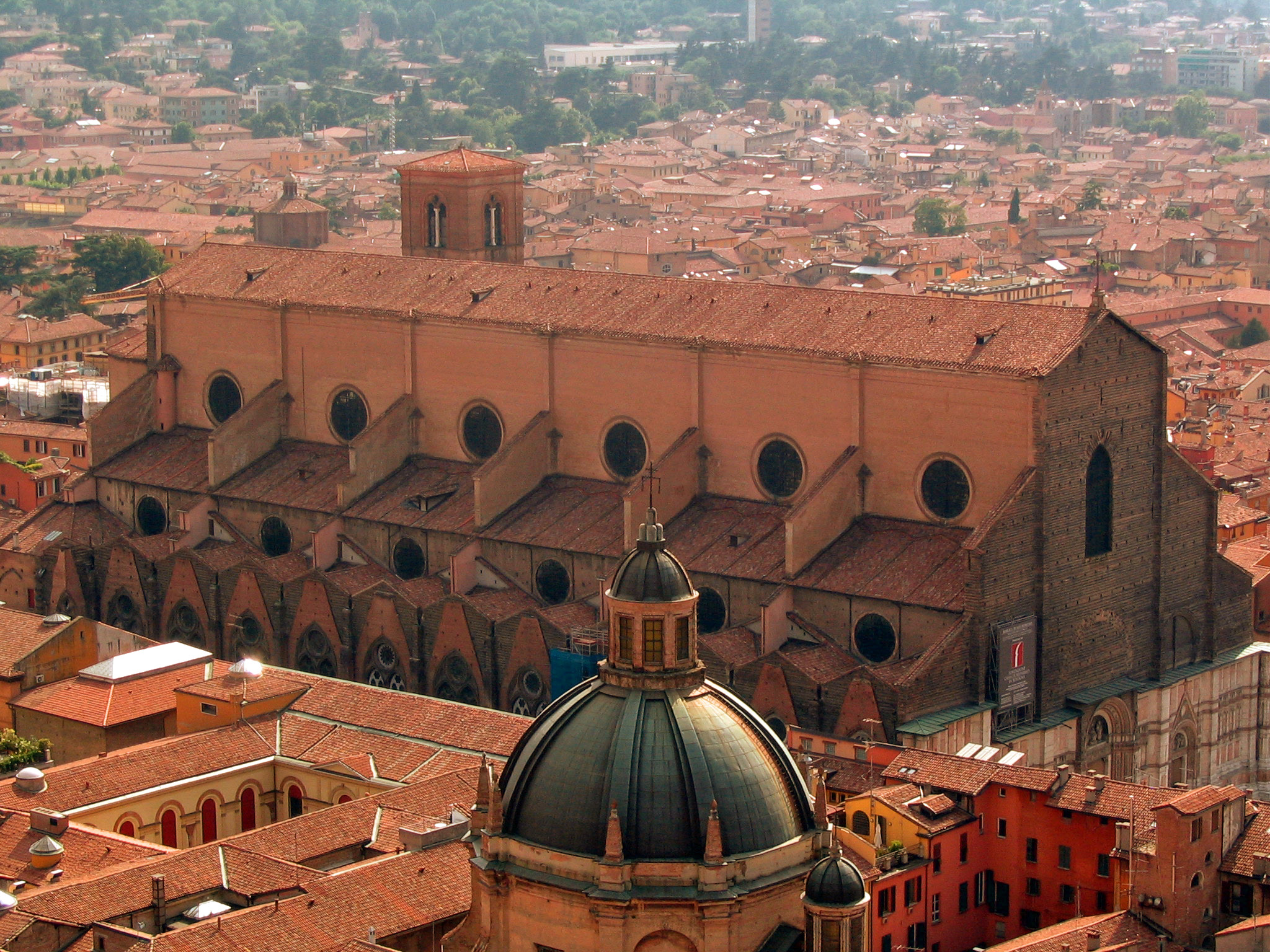
Базиліка Сан Петроніо з незакінченим головним фасадом

 Якопо делла Кверча (італ. Jacopo di Pietro d'Agnolo di Guarnieri 1374 — 1438 ) — відомий італійський скульптор перехідної доби від середньовіччя до відродження. Один з попередників Мікеланджело Буонарротті, який вивчав твори Якопо делла Кверча.

## Біографія
Походив з провінції. Тому ніхто не поклопотався про створення його життєпису за життя. Практично нічого не відомо про ранні роки Якопо: невідомі ні день і місце його народження, ні рік. За рік народження умовно прийнято дату 1374, хоча він швидше народився між 1371 та 1374 рр.
Якопо делла Кверча — прізвисько, за яким він і увійшов у історію мистецтва (його справжнє ім'я — Якопо ді П'єтро д'Аньоло ді Гварнері).
Лише в середині 16 століття Джорджо Вазарі створив спробу відтворити життєпис Якопо делла Кверча. За звістками Вазарі, Якопо народився в місті Кверчегросса, що неподалік від міста Сієна. Якщо це так, то зрозуміло, відкіля прізвисько Кверча (хоча це може бути черговою вигадкою самого Вазарі).
Батько, П'єтро д'Аньоло з родини Гварнері — мав відношення до ювелірства і різав з дерева. Тому перші художні навички Якопо отримав від батька. У 1386 році сина перевезли в місто Лукка, куди перебралася родина. В місті працював скульптор Антоніо Пардіні, за припущеннями, молодий Якопо міг навчатися в його майстерні. У 1394 р. Якопо втік з Лукки, аби уникнути переслідувань, бо скоїв бійку з громадянином міста.
Помер в Сієні.

## Творчість

### Ранні твори
1401 року — він брав участь в конкурсі на скульптурні оздоби північних воріт Баптистерію (Хрещальні) в місті Флоренція. За середньовічною традицією хрестити неофітів вважалося доцільним в окремому приміщенні по-за собором. Ця практика відома і в ранні роки у православних в Візантії та на Русі (Костянтинополь, хрещальня церкви Св. Георгія в Манганах, розкопана хрещальня біля собору Спаса Преображення в Чернігові тощо).
Конкурс тоді виграв Лоренцо Гіберті, проектні рішення якого і задовольнили прискіпливе журі. Якопо виконав якісь роботи в соборі Флоренції, але в місті не утримався. У 1403 році він працював в місті Феррара, де виконав з мармуру Мадонну з гранатом.
У 1406–1407 рр. — Якопо виконав замову володаря Лукки — Павла Джуніджи — і створив надгробок  дружини володаря Іларії дель Карретто (собор Сан Мартино, Лукка). Скульптор іде від давніх зразків надгробків можновладців північної Європи — померлий лежить на кришці труни в розкішному одязі наче під час сну. Але Якопо додав у надгробок собачку господині і путті-янголят з гірляндами. Крила янголят і розкішні гірлянди створили гармонійний декоративний ритм на бічних сторонах труни, якого не знали готичні зразки надгробків.

### Фонтан в Сієні «Джерело радості»
У 1409 році Якопо отримав замовлення на створення фонтану Гайя на площі П'яцца- дель- Кампо Сієни. Роботи над створенням рельєфів і скульптур для фонтану тривали до 1419 року.
Фонтан мав прямокутний видовжений басейн, три боки якого облямовані мармуровими панелями з рельєфами. Центр був акцентований фігурою мадонни з немовлям в оточенні християнських чеснот. Фігури, що сиділи і нішах, спокійні і розважливі. Поодинці кожна з них могла би стати окрасою десятка фонтанів чи церковних фасадів. Про впливи готики нагадували декоративні деталі, комбіновані з ренесансними візерунками. Панелі, створені делла Кверча, були сильно поруйновані з часом. Оригінали сховали в музей.
У 1868 році панелі за давніми замальовками відновив італійський скульптор Тіто Сарроккі (1824–1900), дотримуючись стилістики неоренесанс.
Це не єдиний твір Кверча в Сієні. Він брав участь в створенні рельєфів і для хрещальної купелі в Баптистерії тепер вже Сієни. Рельєф «Захарія в храмі» — справжня картина ренесансного майстра, передана скульптурним засобом: чим далі від першого плану, тим менше висота рельєфу, що створює враження перспективи, яку так старанно вивчають і розвивають різні італійські майстри кватроченто.

### Рельєфи в Болоньї
Праця по замовленням привела немолодого вже скульптора в місто Болонья. Він отримав замову на створення скульптурних оздоб головного порталу міського (готичного за формами) собору. Скульптор вже завоював повагу і визнання, про що свідчать замовлення відомих релігійних громад і провінційних можновладців. Але дійсно потужні творчі потенції Якопо делла Кверча розкрилися в Болоньї при створенні невеликих прямокутних рельєфів, призначених для окраси головного порталу готичної базиліки. Їх теми — Старий Заповіт. Скульптор працював з дуже твердим істрійським каменем, що не сприяв створенню тонких деталей і дрібниць. На рельєфи роботи делла Кверча це вплинуло найкраще: всі композиції подані узагальнено, а скульптор зосередився на головних подіях і фігурах, лише натяками, знаками (як на іконах) подаючи оточення.
Рельєфи отримали якості неперевершених композицій — формул. Навіть колір матеріалу створював враження бронзи чи якогось металу. Вертикальні пілястри з рельєфами Якопо делла Кверча стануть художньою школою для багатьох генерацій художників і скульпторів Західної Європи, розійдуться світом у зліпках, малюнках, гравюрах, поштівках, фото. Рельєфи стануть класичними взірцями мистецтва Італії 15 століття і Європи доби Відродження.

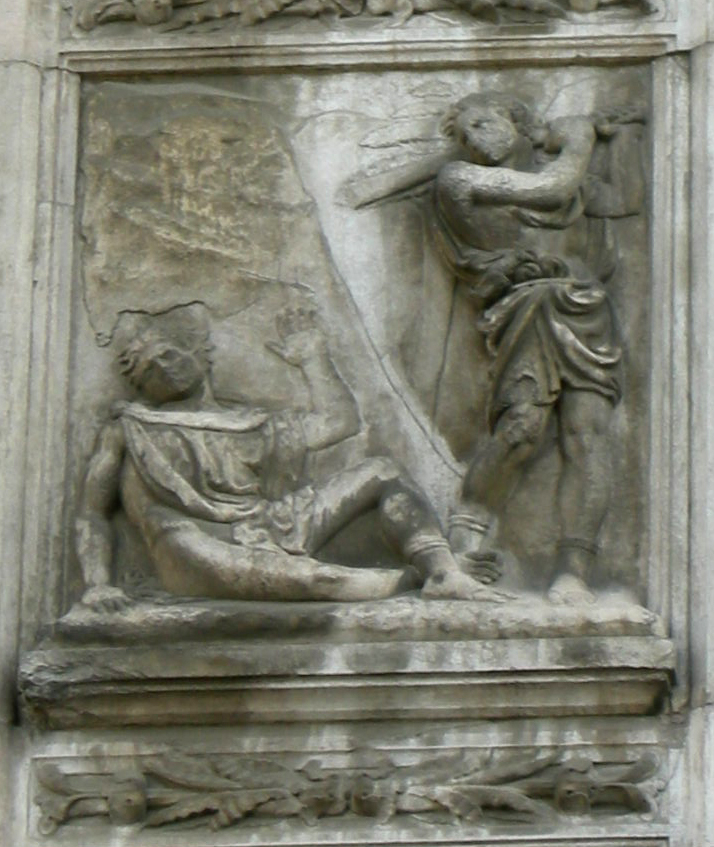
Убивство Авеля
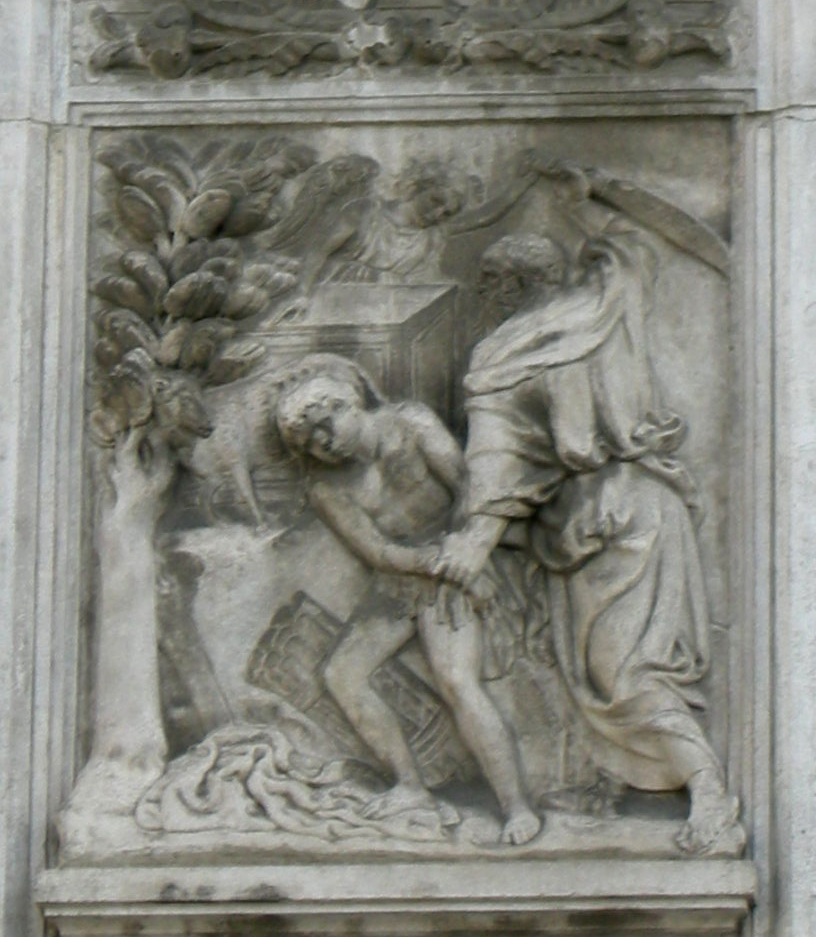
Жертвоприношення Авраама сином, припинене янголом
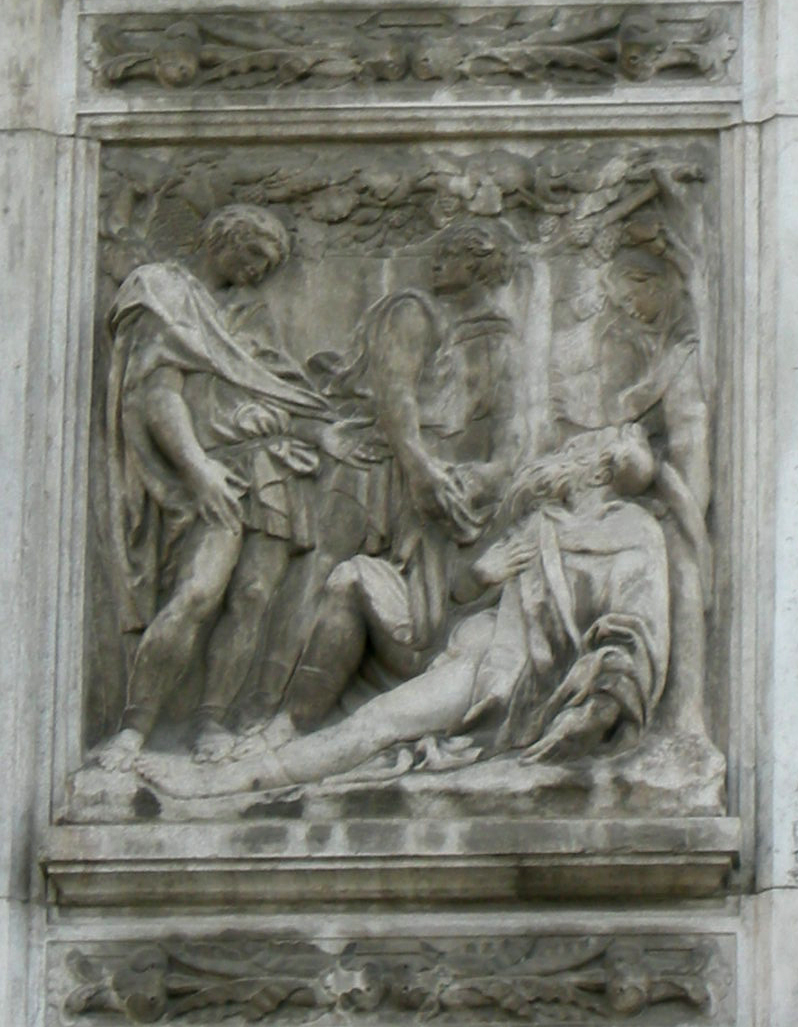
П'яний Ной і три сини
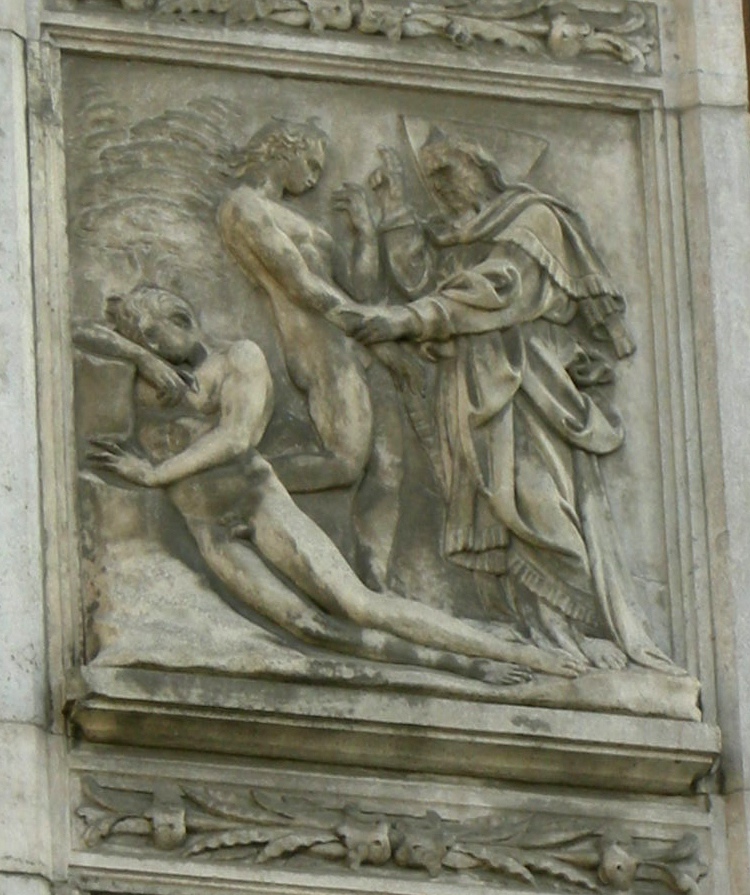
Бог створює Єву
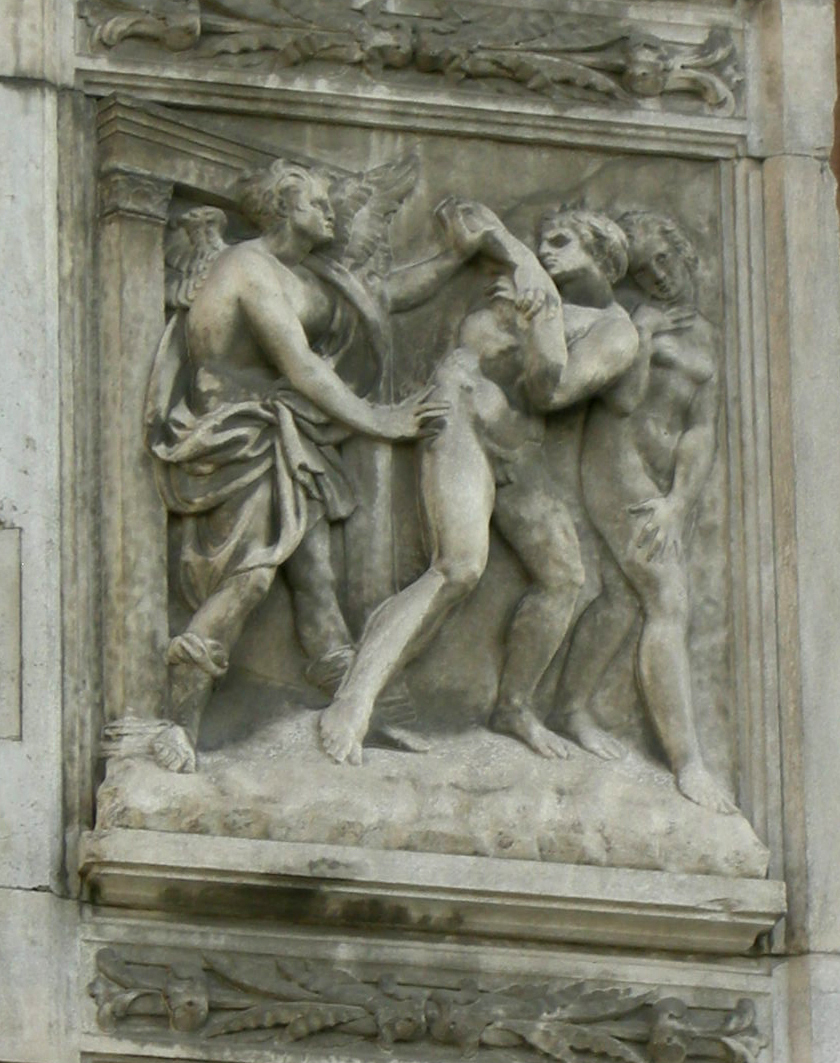
Вигнання з Раю
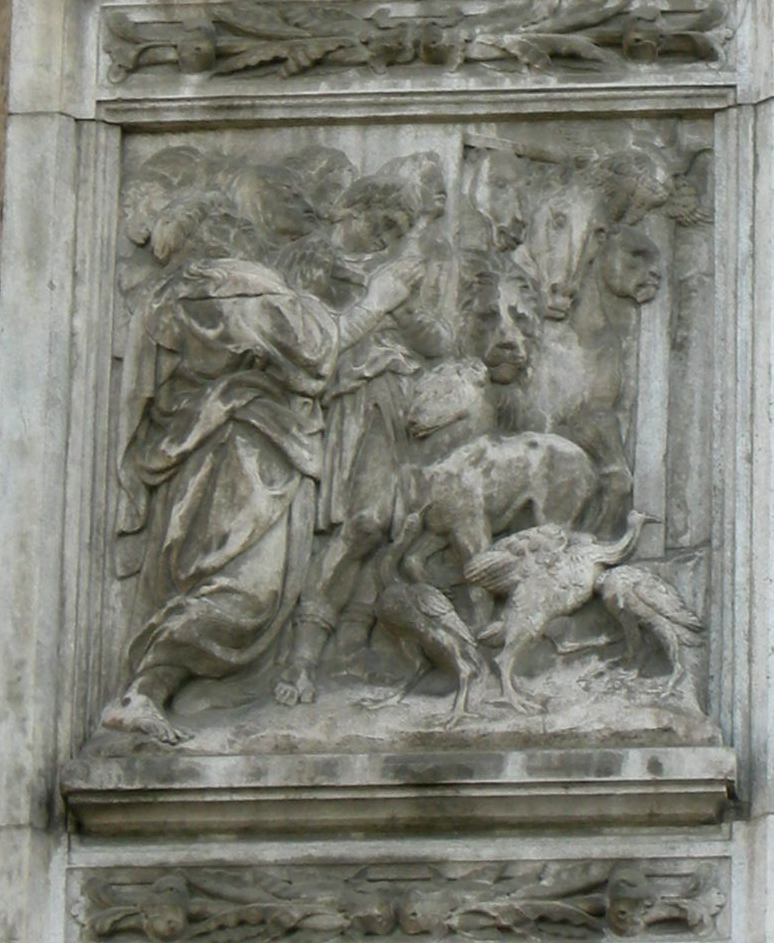
Ноїв ковчег

### Вибрані твори

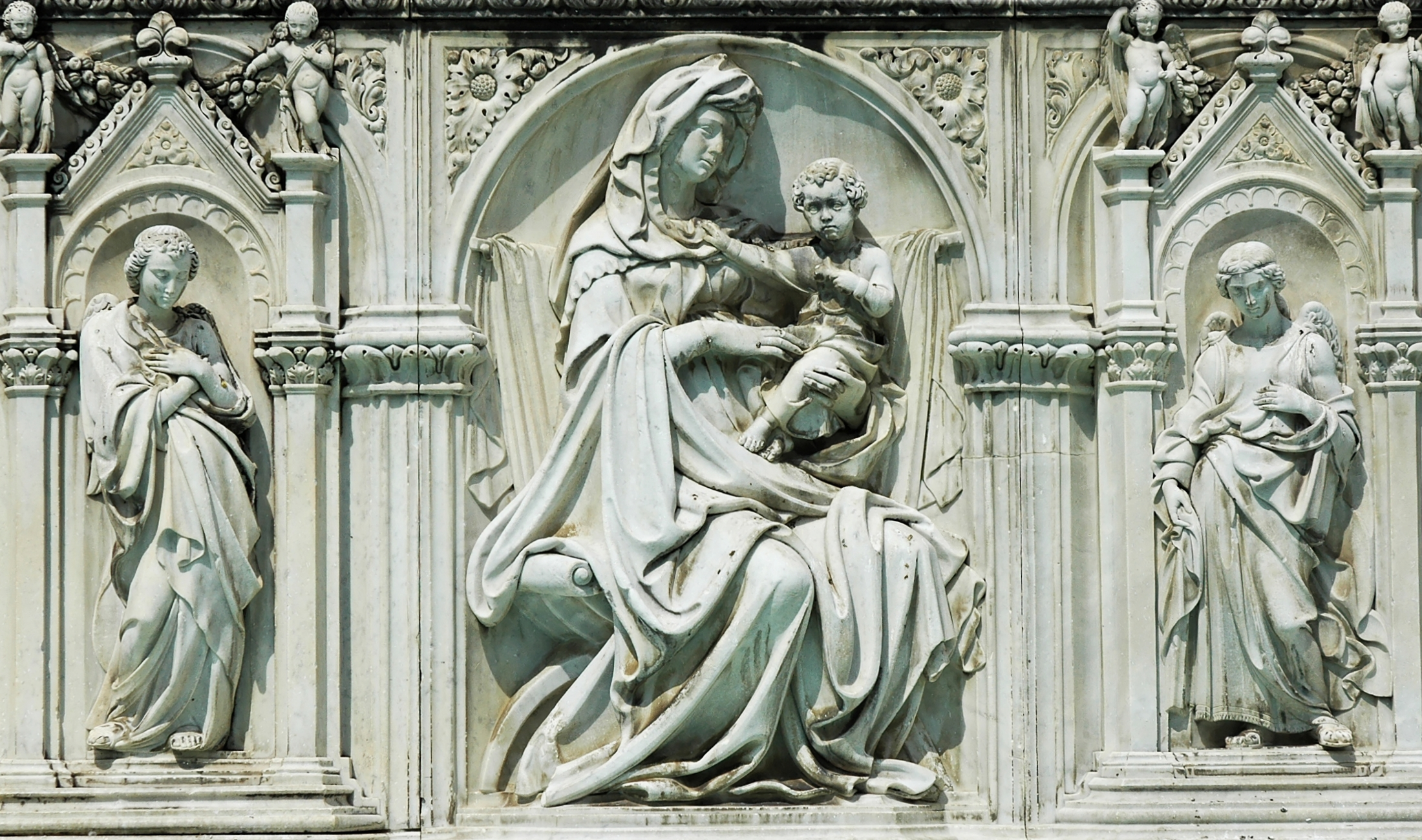
Панель фонтану Гайя, Сієна, центральна частина «Мадонна з немовлям і християнські чесноти»

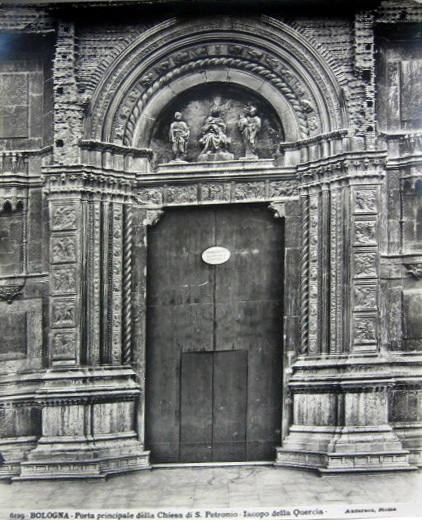
Головний портал собору Сан Петроніо, Болонья

- Участь у конкурсі на оздоби північних воріт Баптистерію, Флоренція
- Мадонна з гранатом, мармур, Феррара
- Саркофаг Іларії дель Карретто, 1407, Собор Сан-Мартіно, Лукка
- Надгробок Лоренцо Трента, 1416, базиліка Сан-Фредіано, Лукка
- Надгробок Єлизавети Онесті, 1416, базиліка Сан-Фредіано, Лукка
- Різьблений вівтар для каплиці, 1426, базиліка Сан-Фредіано, Лукка
- Фонтан Гайя «Джерело радості», П'яцца дель Кампо, Сієна
- Рельєфи купелі для Баптистерію, Сієна
- Мадонна з немовлям, Національна галерея мистецтв, Вашингтон
- Мадонна з немовлям, теракота, Лувр, Париж
- Мадонна з немовлям, Державний музей палаццо Тальєскі, Ангіарі
- Скульптурний триптих «Мадонна з немовлям, двома святими і янголами», Музей Цивіко, Болонья
- Надгробок Антоніо Будріо, 1435, церква Сан-Микеле в Боско, Болонья
- Скульптура Сан Петроніо, Болонья
- Скульптура Сан Амброджо, Болонья
- Різьблений рельєф " Благовіщення ", дерево
- Рельєфи головного порталу собору Сан Петроніо, Болонья
- Три скульптури тимпану катедралу в Болоньї (Сан Петроніо, Мадонна з немовлям, Сан Амброджо)
- Надгробок Антоніо Галеаццо Бентівольо, ц-ва Сан-Джакомо Маджоре в Болоньї